# Тиле, Иоганн Александр
Иоганн Александр Тиле (нем. Johann Alexander Thiele; 26 марта 1685, Эрфурт, Тюрингия — 22 мая 1752, Дрезден, Саксония) — немецкий живописец-пейзажист и гравёр.
Иоганн Тиле родился и получил начальное образование и профессию печатника в Эрфурте. Женился в Арнштадте в 1710 году. Служил в армии, но увлечение пейзажной живописью взяло верх. В 1715 году Тиле переехал в Дрезден, был учеником Кристофа Людвига Агриколы и некоторое время осваивал технику живописи с Адамом Маньоки, но в основном оставался самоучкой, копируя старинные картины.

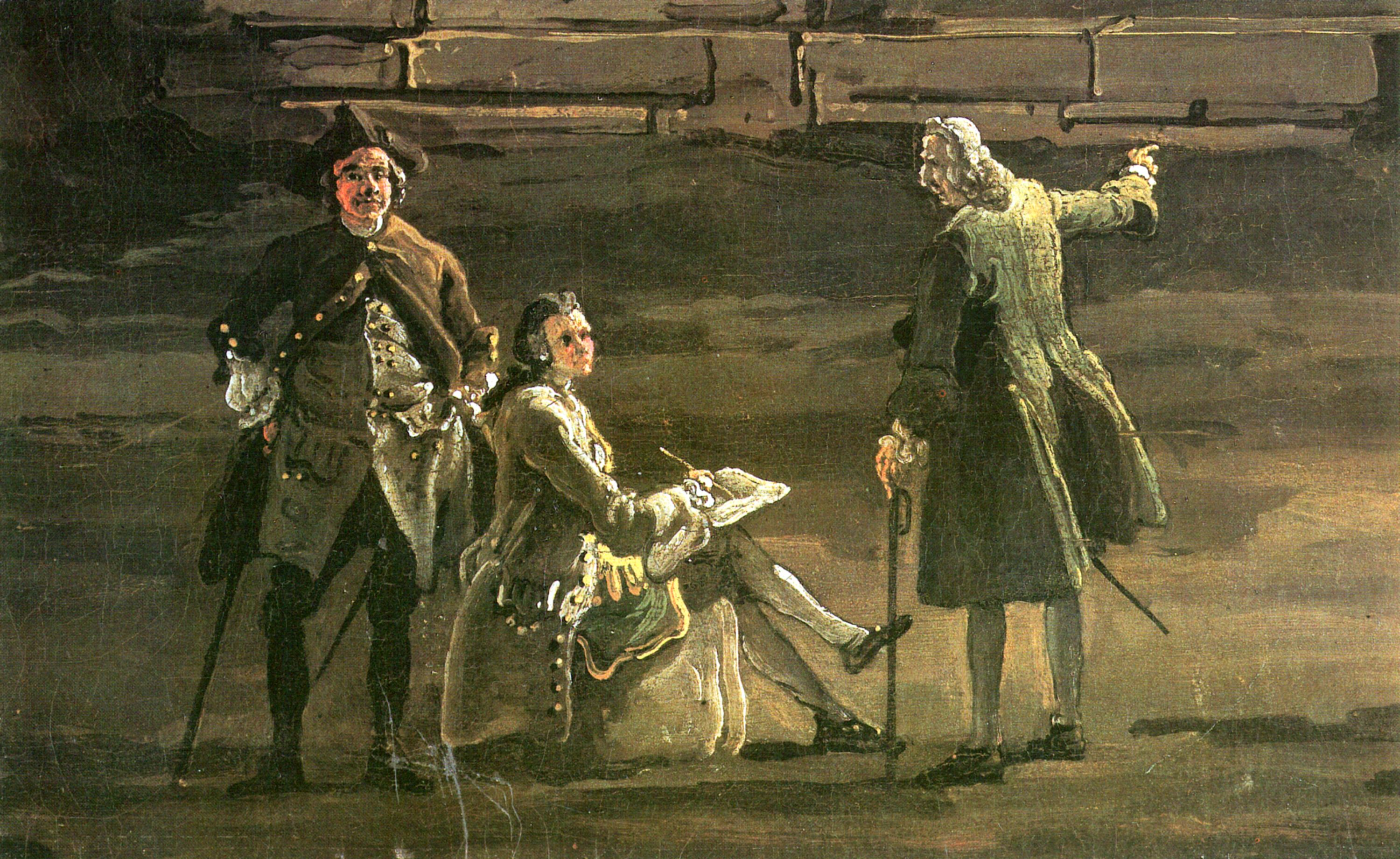
Б. Беллотто. Слева направо: Тиле, Беллотто и Дитрих, показывающий итальянцу красоты Дрездена

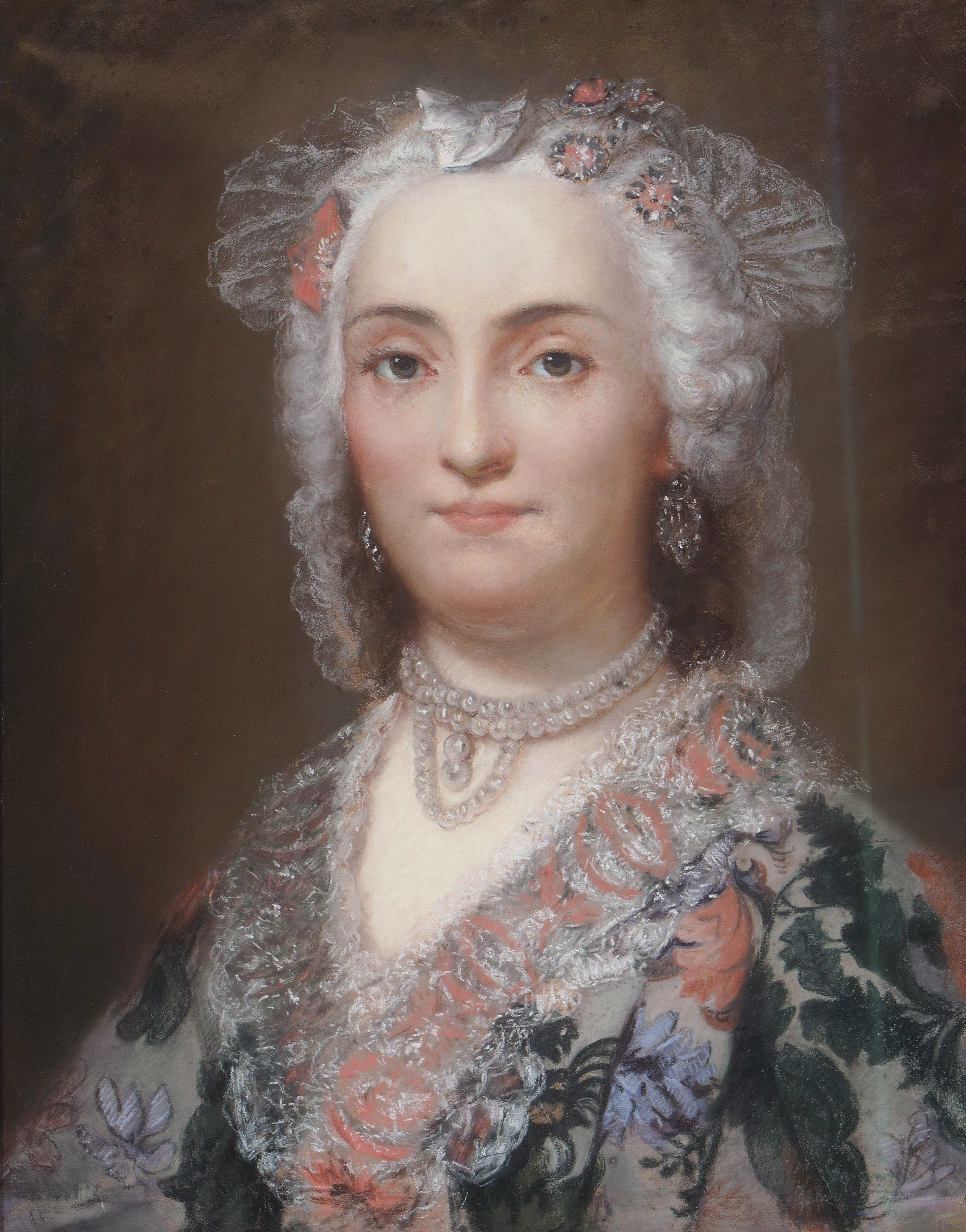
Портрет Д. С. Шуман (фрау Акст). Рисунок пастелью по оригиналу А. Р. Менгса

В 1722 году Тиле впервые представил свои картины во время карнавала в дрезденской резиденции Цвингер. Ему быстро удалось заработать хорошую репутацию и в 1747 Иоганн Тиле дослужился до звания придворного живописца. Многие из его работ были приобретены бывшим саксонским военным министром, фельдмаршалом Якобом Генрихом фон Флеммингом.
После смерти Флемминга в 1728 году Тиле вернулся в Арнштадт. В 1729 году стал придворным художником принца Шварцбург-Зондерсхаузена, но также работал при дворе Брауншвейга и Касселя. В 1738 году Тиле был назначен придворным художником курфюрста саксонского и короля Польского Августа III, а в 1740 году получил покровительство первого министра Генриха фон Брюля, а также Кристиана Людвига фон Мекленбург-Шверина, с которым он переписывался с 1738 года.
В 1740 году скончалась его жена, в 1743 году он снова женился. Его супругой стала Доротея София Акст, которая впоследствии родила художнику сына. В том же году Тиле получил титул «Придворного уполномоченного» (Hofkommissar). Тиле писал главным образом сельские пейзажи Саксонии и Тюрингии, отчасти подражая итальянским ведутам. В Германии того времени такие пейзажи называли «перспективными» (Prospecten), или «увиденными» (Ansichtenmalerei). В то же время картины Тиле проникнуты романтическими настроениями, связанными с эпохой расцвета саксонского искусства середины XVIII века при дворе курфюрстов в Цвингере, именуемом южно-немецким, или саксонским, барокко.
Работавший в Дрездене мастер итальянской ведуты Бернардо Беллотто на одной из картин изобразил себя, Иоганна Тиле и его ученика Х. В. Дитриха за работой.
Сын Иоганна Александра Тиле — Иоганн Фридрих Александр Тиле (1747—1803) — также стал живописцем-пейзажистом, рисовальщиком и гравёром, развивал стиль отца. Известны и другие художники под фамилией Тиле: Карл Кристоф Тиле (1715—1796), живописец по фарфору из Майсена, и Иван (?) Тиле (1877— ?) — живописец, родившийся и учившийся в Санкт-Петербурге, и позднее работавший в Париже.

## Галерея

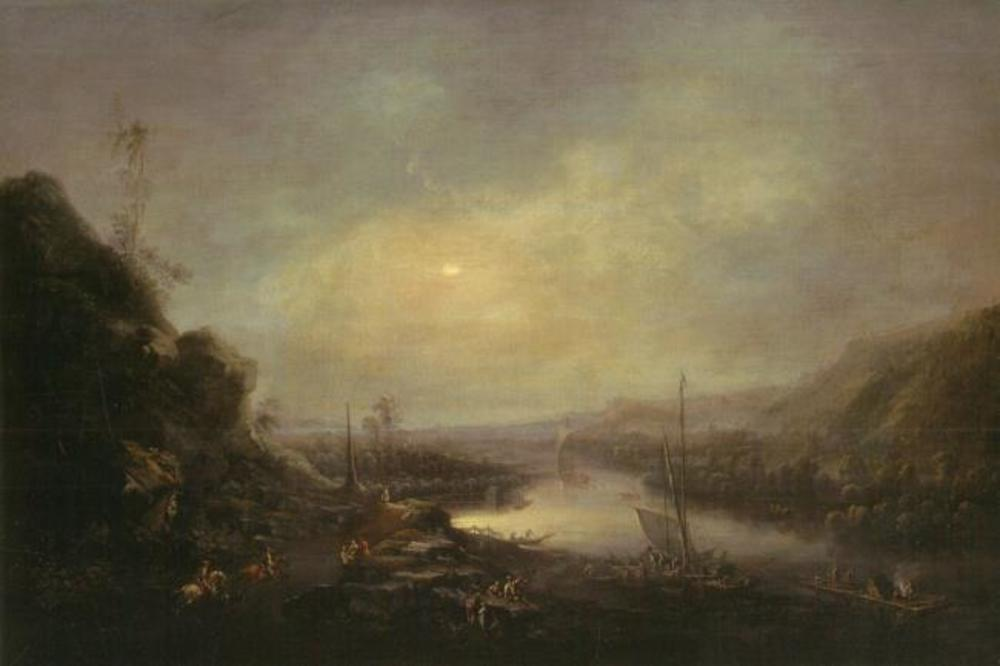
Вид на Эльбу близ Зёрненвица ранним утром с инеем. 1741. Государственные собрания Дрездена
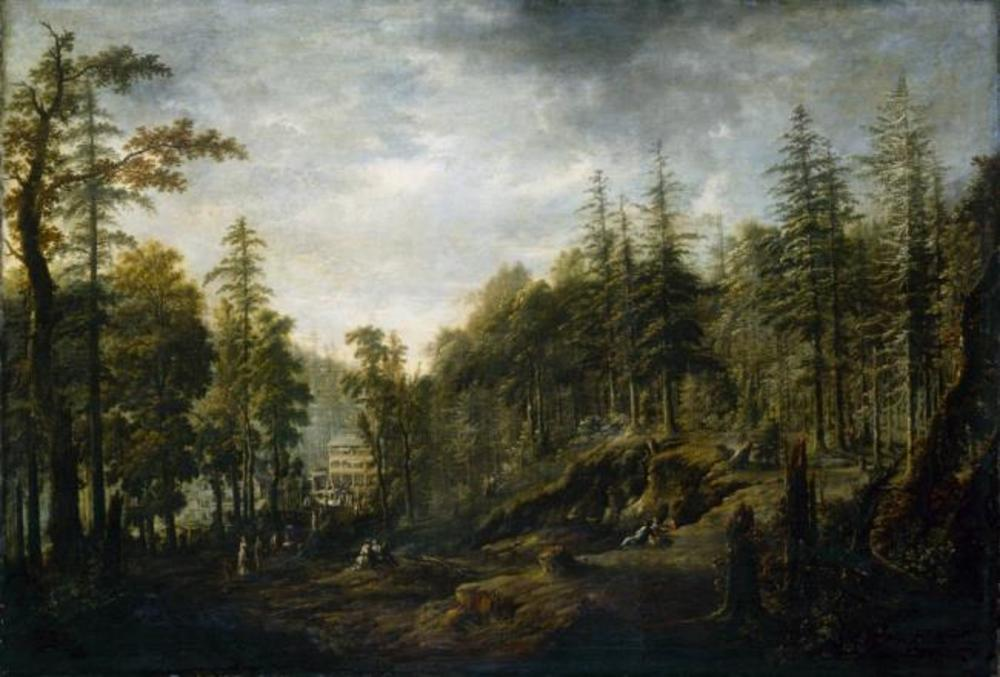
Вид на курорт Аугустусбад недалеко от Радеберга. 1743. Государственные собрания Дрездена
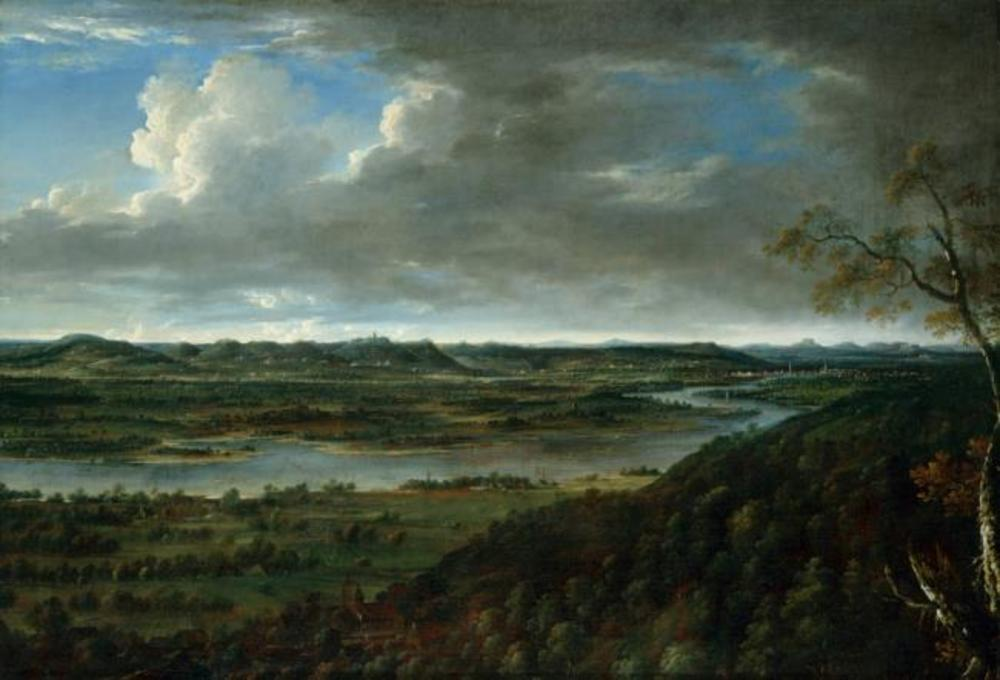
Вид на долину Эльбы. Ок. 1720. Государственные собрания Дрездена
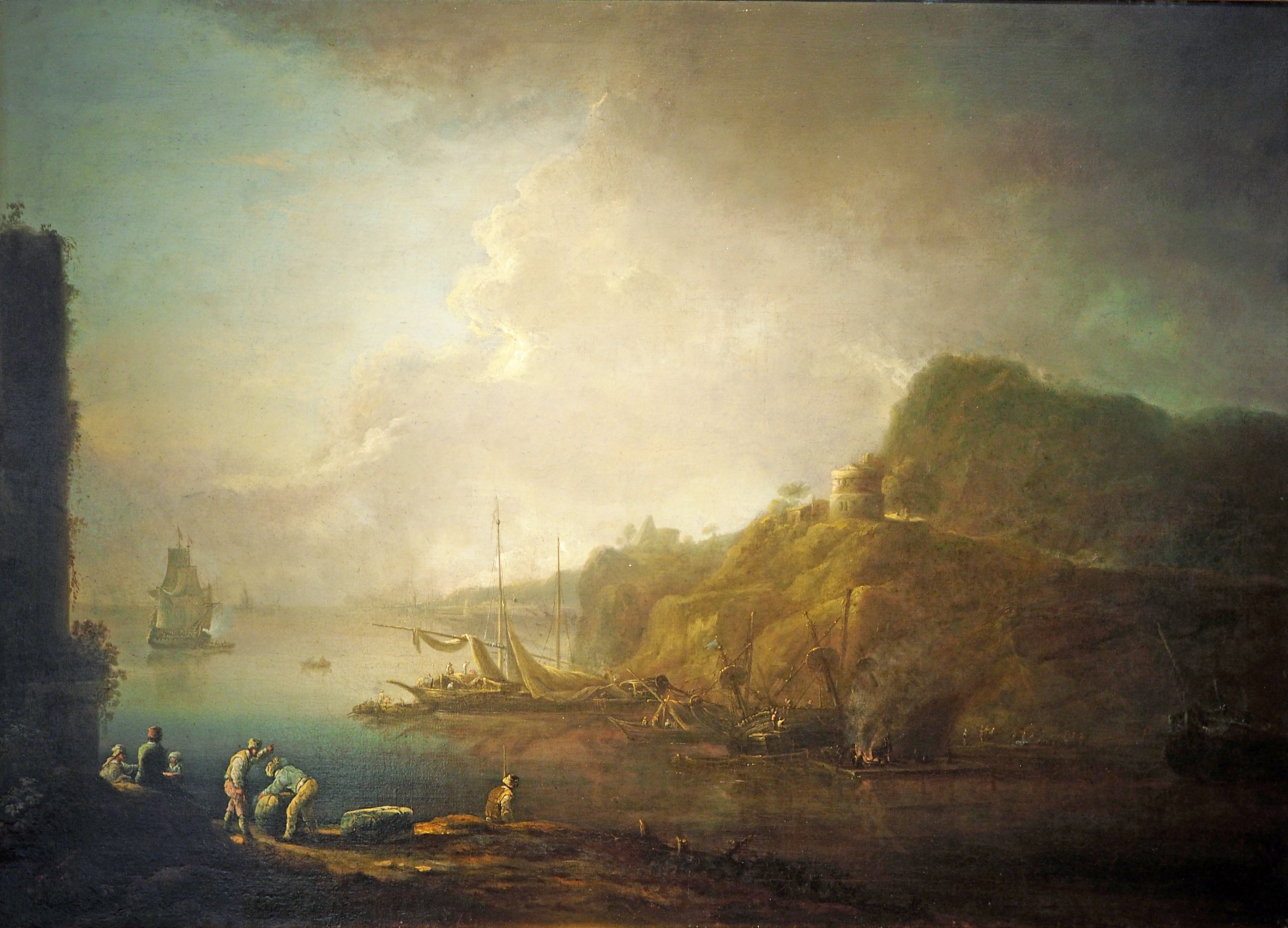
Гавань. 1724. Исторический музей, Гёрлиц
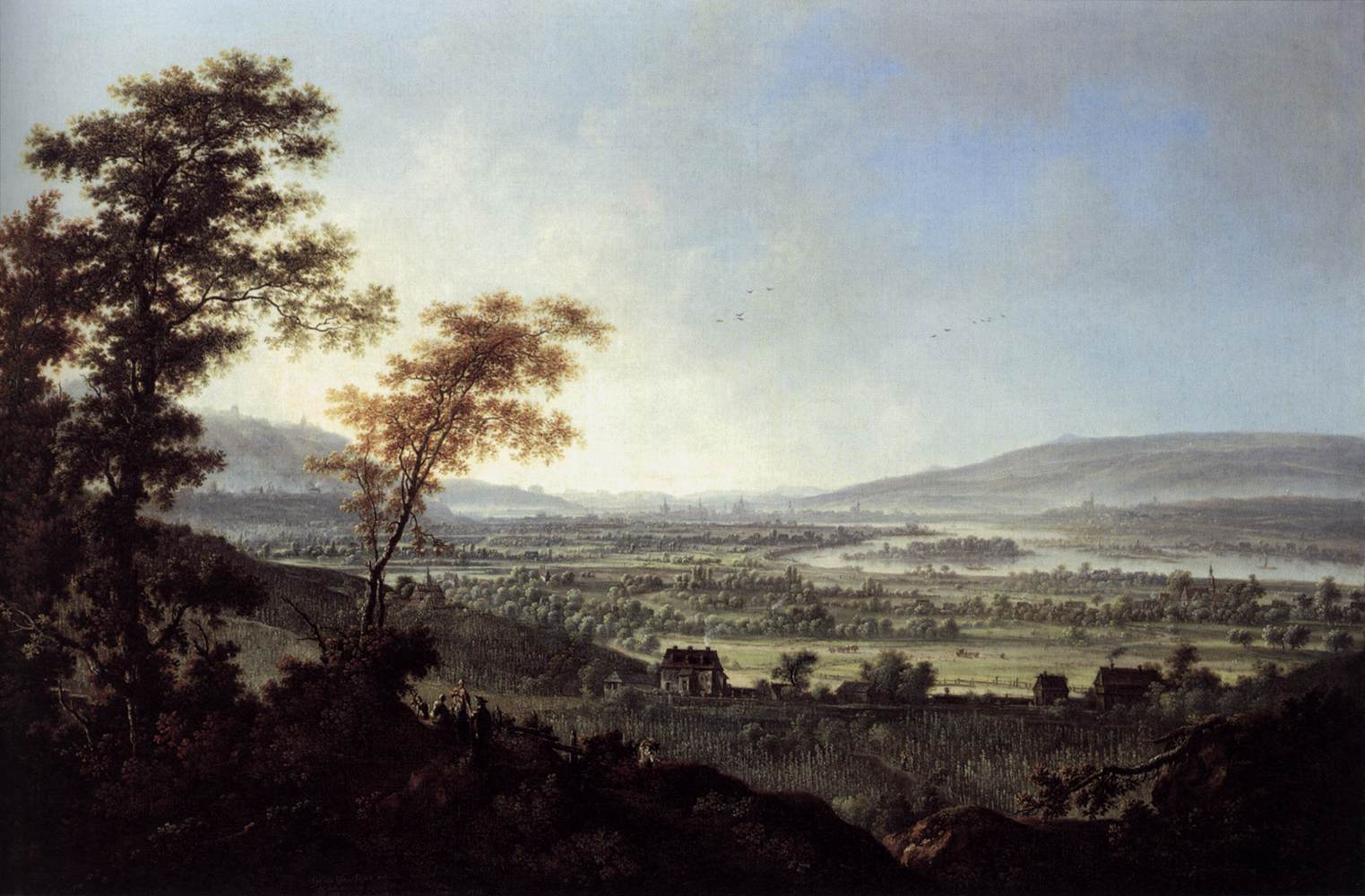
Вид Дрездена с высот Лёссница. 1751. Галерея старых мастеров, Дрезден